# Massila sicca
Massila sicca är en insektsart som beskrevs av Walker 1862. Massila sicca ingår i släktet Massila och familjen Flatidae. Inga underarter finns listade i Catalogue of Life.